# Malthopsis gigas
Malthopsis gigas är en fiskart som beskrevs av Ho och Shao 2010. Malthopsis gigas ingår i släktet Malthopsis och familjen Ogcocephalidae. Inga underarter finns listade i Catalogue of Life.